# 小学館漫画賞

小学館漫画賞（しょうがくかんまんがしょう）は、小学館が主催している日本の漫画賞。

## 概要
過去1年間に雑誌・単行本・新聞等に発表された作品を対象としており、新しい作品や連載中の作品などが受賞作品となっている。
主催者である小学館から発表された作品が受賞することが多く、小学館が属する一ツ橋グループ系列の他社の作品がこれに次ぐ。数は少ないが系列会社以外から発表された作品が受賞することもある。（#受賞一覧を参照）
第54回平成20年度、第55回平成21年度、第56回平成22年度、第57回平成23年度、第62回平成28年度、第69回令和5年度では正賞として中野滋作のブロンズ像「みのり」と副賞100万円が受賞者に授与される。
2009年時点では対象読者を基準とした4部門が設けられていたが、2023年度の第69回から、「現在のマンガが世代や性別を超えて広く読まれる文化となっていること」を理由として部門を廃止。

## 簡易沿革
- 1955年 - 第1回開催。
- 1975年 - 部門が少年少女部門・青年一般部門に分かれる。
- 1981年 - 新たに児童部門が創設される。
- 1983年 - 少年少女部門が、少年部門・少女部門に分割される。
- 2003年 - 青年一般部門を一般向け部門に改称。他の部門にも児童向け部門のように「向け」が入れられる。
- 2023年 - 部門が廃止される[6]。

年によって、特別賞・審査委員特別賞などが授与されることもある。

## 受賞一覧
| 回 | 年度              | —                                                                        | 受賞作                                                      | 受賞作                                                     | 受賞者                                                              | 備考 |
| -- | ----------------- | ------------------------------------------------------------------------ | ----------------------------------------------------------- | ---------------------------------------------------------- | ------------------------------------------------------------------- | --- |
| 1  | 昭和30 （1955年） | —                                                                        | 『ブウタン』                                                | 『ブウタン』                                               | 馬場のぼる                                                          | |
| 2  | 昭和31 （1956年） | —                                                                        | 『おやまのかばちゃん』ほか                                  | 『おやまのかばちゃん』ほか                                 | 石田英助                                                            | |
| 3  | 昭和32 （1957年） | —                                                                        | 『漫画生物学』『びいこちゃん』                              | 『漫画生物学』『びいこちゃん』                             | 手塚治虫                                                            | |
| 4  | 昭和33 （1958年） | —                                                                        | 『ちびくろサンボ』『しあわせの王子』ほか                    | 『ちびくろサンボ』『しあわせの王子』ほか                   | センバ太郎                                                          | |
| 5  | 昭和34 （1959年） | —                                                                        | 『こりすのぽっこちゃん』ほか                                | 『こりすのぽっこちゃん』ほか                               | 太田じろう                                                          | |
| 5  | 昭和34 （1959年） | —                                                                        | 『ぼんこちゃん』『フイチンさん』[d-a]ほか                   | 『ぼんこちゃん』『フイチンさん』[d-a]ほか                  | 上田としこ                                                          | |
| 6  | 昭和35 （1960年） | —                                                                        | 該当作品なし                                                | 該当作品なし                                               | 該当作品なし                                                        | |
| 7  | 昭和36 （1961年） | —                                                                        | 『サイエンス君の世界旅行』                                  | 『サイエンス君の世界旅行』                                 | 秋玲二                                                              | |
| 8  | 昭和37 （1962年） | —                                                                        | 『すすめロボケット』[A1-A]『てぶくろてっちゃん』[d-b]       | 『すすめロボケット』[A1-A]『てぶくろてっちゃん』[d-b]      | 藤子不二雄                                                          | |
| 9  | 昭和38 （1963年） | —                                                                        | 『ファイト先生』『ストップ!にいちゃん』[e]                  | 『ファイト先生』『ストップ!にいちゃん』[e]                 | 関谷ひさし                                                          | |
| 10 | 昭和39 （1964年） | —                                                                        | 『おそ松くん』[A2-A]                                        | 『おそ松くん』[A2-A]                                       | 赤塚不二夫                                                          | |
| 11 | 昭和40 （1965年） | —                                                                        | 『パキちゃんとガン太』ほか                                  | 『パキちゃんとガン太』ほか                                 | 前川かずお                                                          | |
| 12 | 昭和41 （1966年） | —                                                                        | 該当作品なし                                                | 該当作品なし                                               | 該当作品なし                                                        | |
| 13 | 昭和42 （1967年） | —                                                                        | 『佐武と市捕物控』[A2-A]『ジュン』[f]                       | 『佐武と市捕物控』[A2-A]『ジュン』[f]                      | 石森章太郎                                                          | |
| 14 | 昭和43 （1968年） | —                                                                        | 『アニマル1』[A2-A]『いなかっぺ大将』[A1-A]                 | 『アニマル1』[A2-A]『いなかっぺ大将』[A1-A]                | 川崎のぼる                                                          | |
| 15 | 昭和44 （1969年） | —                                                                        | 『ファイヤー!』[B-F]                                        | 『ファイヤー!』[B-F]                                       | 水野英子                                                            | |
| 16 | 昭和45 （1970年） | —                                                                        | 『ギャグおじさん』『親バカ天国』                            | 『ギャグおじさん』『親バカ天国』                           | 秋竜山                                                              | |
| 16 | 昭和45 （1970年） | —                                                                        | 『ガラスの城』[B-D]                                         | 『ガラスの城』[B-D]                                        | わたなべまさこ                                                      | |
| 17 | 昭和46 （1971年） | —                                                                        | 『花いちもんめ』[A2-A]ほか                                  | 『花いちもんめ』[A2-A]ほか                                 | 永島慎二                                                            | |
| 17 | 昭和46 （1971年） | —                                                                        | 『みなしごハッチ』                                          | 『みなしごハッチ』                                         | 吉田竜夫                                                            | |
| 18 | 昭和47 （1972年） | —                                                                        | 『とうちゃんのかわいいおヨメさん』[B-A]『走れ!ボロ』[A4-A]  | 『とうちゃんのかわいいおヨメさん』[B-A]『走れ!ボロ』[A4-A] | あすなひろし                                                        | |
| 19 | 昭和48 （1973年） | —                                                                        | 『男どアホウ甲子園』[A2-A]『出刃とバット』[A2-A]            | 『男どアホウ甲子園』[A2-A]『出刃とバット』[A2-A]           | 水島新司                                                            | |
| 20 | 昭和49 （1974年） | —                                                                        | 『漂流教室』[A2-A]ほか                                      | 『漂流教室』[A2-A]ほか                                     | 楳図かずお                                                          | |
| 回 | 年度              | —                                                                        | 少年少女部門                                                | 少年少女部門                                               | 青年一般部門                                                        | 備考 |
| 21 | 昭和50 （1975年） | —                                                                        | 『ポーの一族』 [A4-C]『11人いる!』 [A4-C] 萩尾望都          | 『ポーの一族』 [A4-C]『11人いる!』 [A4-C] 萩尾望都         | 『ゴルゴ13』[A3-B] さいとう・たかを                                 | |
| 22 | 昭和51 （1976年） | —                                                                        | 『がんばれ元気』[A2-A] 小山ゆう                             | 『がんばれ元気』[A2-A] 小山ゆう                            | 『あぶさん』[A3-C] 水島新司                                         | |
| 22 | 昭和51 （1976年） | —                                                                        | 『キャプテン』[B-B]『プレイボール』[B-A] ちばあきお         |                                                            | 『あぶさん』[A3-C] 水島新司                                         | |
| 23 | 昭和52 （1977年） | —                                                                        | 『銀河鉄道999』 [g]〈戦場まんがシリーズ〉[A2-A] 松本零士    | 『銀河鉄道999』 [g]〈戦場まんがシリーズ〉[A2-A] 松本零士   | 『のたり松太郎』[A3-B] ちばてつや                                   | |
| 24 | 昭和53 （1978年） | —                                                                        | 『ダメおやじ』[A2-A] 古谷三敏                               | 『ダメおやじ』[A2-A] 古谷三敏                              | 『浮浪雲』[A3-C] ジョージ秋山                                       | |
| 25 | 昭和54 （1979年） | —                                                                        | 『地球へ…』[h]『風と木の詩』[A4-B] 竹宮恵子                 | 『地球へ…』[h]『風と木の詩』[A4-B] 竹宮恵子                | 『土佐の一本釣り』[A3-B] 青柳裕介                                   | |
| 26 | 昭和55 （1980年） | —                                                                        | 『うる星やつら』[A2-A] 高橋留美子                           | 『うる星やつら』[A2-A] 高橋留美子                          | 『博多っ子純情』 [i] 『がんがらがん』 長谷川法世                    | |
| 26 | 昭和55 （1980年） | —                                                                        | 『うる星やつら』[A2-A] 高橋留美子                           | 『うる星やつら』[A2-A] 高橋留美子                          | 『じゃりン子チエ』 [i] はるき悦巳                                   | |
| 回 | 年度              | 児童部門                                                                 | 少年少女部門                                                | 少年少女部門                                               | 青年一般部門                                                        | 備考 |
| 27 | 昭和56 （1981年） | 『ドラえもん』[A1-B] 藤子不二雄                                          | 『Dr.スランプ』[B-A] 鳥山明                                 | 『Dr.スランプ』[B-A] 鳥山明                                | 『三丁目の夕日』[A3-C] 西岸良平                                     | 特別賞 『魔物語』[A3-C]などの原作活動：小池一夫                                                                                            |
| 28 | 昭和57 （1982年） | 『ゲームセンターあらし』[A1-B] 『こんにちはマイコン』[A1-B] すがやみつる | 『みゆき』[A2-B]『タッチ』[A2-A] あだち充                   | 『みゆき』[A2-B]『タッチ』[A2-A] あだち充                  | 『釣りバカ日誌』[A3-C] やまさき十三・北見けんいち                   | |
| 回 | 年度              | 児童部門                                                                 | 少年部門                                                    | 少女部門                                                   | 青年一般部門                                                        | 備考 |
| 29 | 昭和58 （1983年） | 『パンク・ポンク』[A1-A] たちいりハルコ                                  | 『六三四の剣』[A2-A] 村上もとか                             | 『吉祥天女』[A4-C] 吉田秋生                                | 『陽だまりの樹』[A3-B] 手塚治虫                                     | |
| 30 | 昭和59 （1984年） | 『キン肉マン』[B-A] ゆでたまご                                           | 『ふたり鷹』[A2-A] 『エリア88』[A2-B] 新谷かおる            | 『夢の碑』 木原敏江                                        | 『人間交差点』[A3-C] 矢島正雄・弘兼憲史                             | |
| 31 | 昭和60 （1985年） | 『あさりちゃん』[A1-A] 室山まゆみ                                        | 『初恋スキャンダル』[A2-B] 『とべ!人類II』[A2-B] 尾瀬あきら | 『前略・ミルクハウス』[A4-C] 川原由美子                    | 『ぼっけもん』[A3-D] 岩重孝                                         | |
| 32 | 昭和61 （1986年） | 『がんばれ!キッカーズ』[A1-B] ながいのりあき                             | 『銀牙 -流れ星 銀-』[B-A] 高橋よしひろ                      | 『闇のパープル・アイ』[A4-B] 篠原千絵                      | 『美味しんぼ』[A3-D] 雁屋哲・花咲アキラ                             | |
| 33 | 昭和62 （1987年） | 『つるピカハゲ丸』[A1-B] のむらしんぼ                                    | 『ジャストミート』[A2-A] 原秀則                             | 『ボーイフレンド』[A4-B] 惣領冬実                          | 『ホテル』[A3-B] 『マンガ日本経済入門』 石ノ森章太郎                | |
| 34 | 昭和63 （1988年） | 『おぼっちゃまくん』[A1-B] 小林よしのり                                  | 『B・B』[A2-A] 石渡治                                       | 『ファンシィダンス』 [A4-E] 岡野玲子                       | 『源氏物語』 牧美也子                                               | |
| 35 | 平成元 （1989年） | 〈まりちゃんシリーズ〉[A1-A] 上原きみこ                                  | 『うっちゃれ五所瓦』[A2-A] なかいま強                       | 『Papa told me』[B-H] 榛野なな恵                           | 『YAWARA!』[A3-D] 浦沢直樹                                          | |
| 36 | 平成2 （1990年）  | 『あまいぞ!男吾』[A1-B] Moo.念平                                         | 『機動警察パトレイバー』[A2-A] ゆうきまさみ                 | 『王家の紋章』[j-a] 細川智栄子あんど芙〜みん               | 『F-エフ-』[A3-D] 六田登                                            | |
| 36 | 平成2 （1990年）  | 『あまいぞ!男吾』[A1-B] Moo.念平                                         | 『機動警察パトレイバー』[A2-A] ゆうきまさみ                 | 『はじめちゃんが一番!』[A4-C] 渡辺多恵子                   | 『F-エフ-』[A3-D] 六田登                                            | |
| 37 | 平成3 （1991年）  | 『炎の闘球児 ドッジ弾平』[A1-B] こしたてつひろ                           | 『うしおととら』[A2-A] 藤田和日郎                           | 『真コール!』[A4-B] 藤田和子                               | 『家族の食卓』[A3-B] 『あすなろ白書』[A3-D] 柴門ふみ                | 審査員特別賞 『犬を飼う』[A3-B]：谷口ジロー                                                                                                |
| 38 | 平成4 （1992年）  | 『YAIBA』[A2-A] 青山剛昌                                                 | 『GS美神 極楽大作戦!!』[A2-A] 椎名高志                      | 『BASARA』[A4-C] 田村由美                                  | 『宮本から君へ』[d-c] 新井英樹                                      | |
| 38 | 平成4 （1992年）  | 『YAIBA』[A2-A] 青山剛昌                                                 | 『GS美神 極楽大作戦!!』[A2-A] 椎名高志                      | 『BASARA』[A4-C] 田村由美                                  | 『おかみさん』[A3-C] 一丸                                           | |
| 39 | 平成5 （1993年）  | 『ワン・モア・ジャンプ』[A1-C] 赤石路代                                  | 『幽☆遊☆白書』[B-A] 冨樫義博                                | 『薔薇のために』 吉村明美                                  | 『風の大地』[A3-C] 坂田信弘・かざま鋭二                             | |
| 40 | 平成6 （1994年）  | 『おれは男だ! くにおくん』[A1-B] 穴久保幸作                              | 『SLAM DUNK』[B-A] 井上雄彦                                 | 『赤ちゃんと僕』[C-A] 羅川真里茂                           | 『墨攻』[A3-B] 森秀樹                                               | |
| 41 | 平成7 （1995年）  | 『こっちむいて!みい子』[A1-C] おのえりこ                                 | 『MAJOR』[A2-A] 満田拓也                                    | 『花より男子』 [B-D] 神尾葉子                              | 『ギャラリーフェイク』[A3-D] 『太郎』[A3-A] 細野不二彦              | |
| 41 | 平成7 （1995年）  | 『こっちむいて!みい子』[A1-C] おのえりこ                                 | 『MAJOR』[A2-A] 満田拓也                                    | 『花より男子』 [B-D] 神尾葉子                              | 『龍-RON-』[A3-C] 村上もとか                                        | |
| 42 | 平成8 （1996年）  | 『みどりのマキバオー』[B-A] つの丸                                       | 『め組の大吾』[A2-A] 曽田正人                               | 『花音』[A4-F] さいとうちほ                                | 『月下の棋士』[A3-D] 能條純一                                       | |
| 43 | 平成9 （1997年）  | 『忍ペンまん丸』 [k] いがらしみきお                                      | 『ガンバ!Fly high』[A2-A] 森末慎二・菊田洋之                | 『妖しのセレス』[A4-B] 渡瀬悠宇                            | 『あずみ』[A3-E] 小山ゆう                                           | |
| 44 | 平成10 （1998年） | 『エンジェルリップ』[A1-C] あらいきよこ                                  | 『ARMS』[A2-A] 皆川亮二                                     | 該当作品なし                                               | 『味いちもんめ』[A3-E] あべ善太・倉田よしみ                         | |
| 45 | 平成11 （1999年） | 『うちゅう人 田中太郎』[A1-B] ながとしやすなり                           | 『モンキーターン』[A2-A] 河合克敏                           | 『バラ色の明日』 [B-E] いくえみ綾                          | 該当作品なし                                                        | 特別賞 表紙イラスト[A3-B]：日暮修一 表紙イラスト[A3-C]：村松誠                                                                             |
| 45 | 平成11 （1999年） | 『うちゅう人 田中太郎』[A1-B] ながとしやすなり                           | 『ヒカルの碁』[B-A] ほったゆみ・小畑健                      | 『バラ色の明日』 [B-E] いくえみ綾                          | 該当作品なし                                                        | 特別賞 表紙イラスト[A3-B]：日暮修一 表紙イラスト[A3-C]：村松誠                                                                             |
| 46 | 平成12 （2000年） | 『世紀末リーダー伝たけし!』 [B-A] 島袋光年                               | 『名探偵コナン』[A2-A] 青山剛昌                             | 『天は赤い河のほとり』[A4-B] 篠原千絵                      | 『MONSTER』[A3-C] 浦沢直樹                                          | |
| 46 | 平成12 （2000年） | 『世紀末リーダー伝たけし!』 [B-A] 島袋光年                               | 『天使な小生意気』[A2-A] 西森博之                           | 『天は赤い河のほとり』[A4-B] 篠原千絵                      | 『MONSTER』[A3-C] 浦沢直樹                                          | |
| 47 | 平成13 （2001年） | 『ぷくぷく天然かいらんばん』[A1-C] 竜山さゆり                            | 『犬夜叉』[A2-A] 高橋留美子                                 | 『輝夜姫』[C-B] 清水玲子                                   | 『HEAT -灼熱-』[A3-E] 武論尊・池上遼一                              | 審査委員特別賞 『赤兵衛』[A3-B][A3-C]ほか 黒鉄ヒロシ                                                                                       |
| 47 | 平成13 （2001年） | 『ぷくぷく天然かいらんばん』[A1-C] 竜山さゆり                            | 『犬夜叉』[A2-A] 高橋留美子                                 | 『YASHA-夜叉-』[A4-C] 吉田秋生                             | 『HEAT -灼熱-』[A3-E] 武論尊・池上遼一                              | 審査委員特別賞 『赤兵衛』[A3-B][A3-C]ほか 黒鉄ヒロシ                                                                                       |
| 48 | 平成14 （2002年） | 『コロッケ!』[A1-B] 樫本学ヴ                                             | 『金色のガッシュ!!』[A2-A] 雷句誠                           | 『NANA -ナナ-』 [B-G] 矢沢あい                             | 『20世紀少年』[A3-D] 浦沢直樹                                       | |
| 48 | 平成14 （2002年） | 『コロッケ!』[A1-B] 樫本学ヴ                                             | 『金色のガッシュ!!』[A2-A] 雷句誠                           | 『風光る』 [A4-E] 渡辺多恵子                               | 『20世紀少年』[A3-D] 浦沢直樹                                       | |
| 回 | 年度              | 児童向け部門                                                             | 少年向け部門                                                | 少女向け部門                                               | 一般向け部門                                                        | 備考 |
| 49 | 平成15 （2003年） | 『ミルモでポン!』[A1-C] 篠塚ひろむ                                       | 『焼きたて!!ジャぱん』[A2-A] 橋口たかし                     | 『ラブ★コン』 [B-E] 中原アヤ                               | 『Dr.コトー診療所』[A3-A] 山田貴敏                                  | |
| 49 | 平成15 （2003年） | 『ミルモでポン!』[A1-C] 篠塚ひろむ                                       | 『鋼の錬金術師』 [k] 荒川弘                                 | 『ラブ★コン』 [B-E] 中原アヤ                               | 『Dr.コトー診療所』[A3-A] 山田貴敏                                  | |
| 50 | 平成16 （2004年） | 『ケロロ軍曹』[l] 吉崎観音                                               | 『BLEACH』[B-A] 久保帯人                                    | 『砂時計』[A4-C] 芦原妃名子                                | 『医龍-Team Medical Dragon-』[A3-E] 永井明・乃木坂太郎              | 審査委員特別賞 『こちら葛飾区亀有公園前派出所』[B-A]：秋本治 『ゴルゴ13』[A3-B]：さいとう・たかを                                          |
| 50 | 平成16 （2004年） | 『絶体絶命でんぢゃらすじーさん』[A1-B] 曽山一寿                          | 『BLEACH』[B-A] 久保帯人                                    | 『僕等がいた』[A4-C] 小畑友紀                              | 『医龍-Team Medical Dragon-』[A3-E] 永井明・乃木坂太郎              | 審査委員特別賞 『こちら葛飾区亀有公園前派出所』[B-A]：秋本治 『ゴルゴ13』[A3-B]：さいとう・たかを                                          |
| 51 | 平成17 （2005年） | 『アニマル横町』[B-C] 前川涼                                             | 『ワイルドライフ』[A2-A] 藤崎聖人                           | 『そんなんじゃねえよ』[A4-C] 和泉かねよし                  | 『太陽の黙示録』[A3-B] かわぐちかいじ                               | |
| 51 | 平成17 （2005年） | 『アニマル横町』[B-C] 前川涼                                             | 『ワイルドライフ』[A2-A] 藤崎聖人                           | 『そんなんじゃねえよ』[A4-C] 和泉かねよし                  | 『RAINBOW-二舎六房の七人-』[A3-A] 安部譲二・柿崎正澄                | |
| 52 | 平成18 （2006年） | 『きらりん☆レボリューション』[A1-C] 中原杏                               | 『結界師』[A2-A] 田辺イエロウ                               | 『7SEEDS』 [A4-E] 田村由美                                 | 『弁護士のくず』[A3-C] 井浦秀夫                                     | 審査委員特別賞 『気まぐれコンセプト』[A3-D]：ホイチョイ・プロダクションズ                                                                  |
| 53 | 平成19 （2007年） | 『ケシカスくん』[A1-B] 村瀬範行                                          | 『ダイヤのA』 [d-d] 寺嶋裕二                                | 『僕の初恋をキミに捧ぐ』[A4-B] 青木琴美                    | 『クロサギ』[A3-A] 黒丸・夏原武                                     | |
| 53 | 平成19 （2007年） | 『ケシカスくん』[A1-B] 村瀬範行                                          | 『ダイヤのA』 [d-d] 寺嶋裕二                                | 『僕の初恋をキミに捧ぐ』[A4-B] 青木琴美                    | 『バンビ〜ノ!』[A3-D] せきやてつじ                                  | |
| 54 | 平成20 （2008年） | 『ないしょのつぼみ』[A1-A] やぶうち優                                    | 『クロスゲーム』[A2-A] あだち充                             | 『BLACK BIRD』[A4-C] 桜小路かのこ                          | 『岳 みんなの山』[A3-C] 石塚真一                                    | |
| 55 | 平成21 （2009年） | 『ペンギンの問題』[A1-B] 永井ゆうじ                                      | 『SKET DANCE』[B-A] 篠原健太                                | 『町でうわさの天狗の子』[A4-E] 岩本ナオ                    | 『深夜食堂』[A3-C] 安倍夜郎                                         | 審査委員特別賞 東宝株式会社 （漫画作品の積極的な映像化を通し漫画の普及と認知に大きな貢献を与えた活動に対し、映画制作・配給会社を代表して） |
| 56 | 平成22 （2010年） | 『夢色パティシエール』[B-C] 松本夏実                                     | 『KING GOLF』[A2-A] 佐々木健                                | 『大奥』[C-C] よしながふみ                                 | 『闇金ウシジマくん』[A3-D] 真鍋昌平                                 | |
| 56 | 平成22 （2010年） | 『夢色パティシエール』[B-C] 松本夏実                                     | 『KING GOLF』[A2-A] 佐々木健                                | 『大奥』[C-C] よしながふみ                                 | 『宇宙兄弟』[d-c] 小山宙哉                                          | |
| 57 | 平成23 （2011年） | 『イナズマイレブン』[A1-B] やぶのてんや                                  | 『信長協奏曲』[A2-C] 石井あゆみ                             | 『ぴんとこな』[A4-D] 嶋木あこ                              | 『坂道のアポロン』[A4-E] 小玉ユキ                                   | |
| 58 | 平成24 （2012年） | 『怪盗ジョーカー』[A1-B] たかはしひでやす                                | 『銀の匙 Silver Spoon』[A2-A] 荒川弘                        | 『Piece』[A4-C] 芦原妃名子                                 | 『アイアムアヒーロー』[A3-D] 花沢健吾                               | |
| 59 | 平成25 （2013年） | 『絶叫学級』[B-C] いしかわえみ                                           | 『マギ』[A2-A] 大高忍                                       | 『カノジョは嘘を愛しすぎてる』[A4-D] 青木琴美              | 『土竜の唄』[A3-D] 高橋のぼる                                       | 審査員特別賞 『あさりちゃん』[A1-A] 室山まゆみ                                                                                             |
| 60 | 平成26 （2014年） | 『妖怪ウォッチ』[A1-B] 小西紀行                                          | 『BE BLUES!〜青になれ〜』[A2-A] 田中モトユキ                | 『女王の花』[A4-C] 和泉かねよし                            | 『アオイホノオ』[A2-C] 島本和彦                                     | |
| 60 | 平成26 （2014年） | 『妖怪ウォッチ』[A1-B] 小西紀行                                          | 『BE BLUES!〜青になれ〜』[A2-A] 田中モトユキ                | 『女王の花』[A4-C] 和泉かねよし                            | 『あさひなぐ』[A3-D] こざき亜衣                                     | |
| 61 | 平成27 （2015年） | 『ウソツキ!ゴクオーくん』[A1-B] 吉もと誠                                 | 『ハイキュー!!』[B-A] 古舘春一                              | 『俺物語!!』[B-E] 河原和音・アルコ                         | 『海街diary』[A4-E] 吉田秋生                                        | |
| 61 | 平成27 （2015年） | 『ウソツキ!ゴクオーくん』[A1-B] 吉もと誠                                 | 『ハイキュー!!』[B-A] 古舘春一                              | 『俺物語!!』[B-E] 河原和音・アルコ                         | 『Sunny』[A3-F] 松本大洋                                            | |
| 62 | 平成28 （2016年） | 『いじめ』[A1-C] 五十嵐かおる                                            | 『モブサイコ100』[A5-A] ONE                                 | 『37.5℃の涙』[A4-D] 椎名チカ                               | 『BLUE GIANT』[A3-B] 石塚真一                                       | 審査委員特別賞 高井研一郎 （1956年のデビュー以来、漫画界への長年に渡る貢献に対して）                                                       |
| 62 | 平成28 （2016年） | 『いじめ』[A1-C] 五十嵐かおる                                            | 『モブサイコ100』[A5-A] ONE                                 | 『37.5℃の涙』[A4-D] 椎名チカ                               | 『重版出来!』[A3-G] 松田奈緒子                                      | 審査委員特別賞 高井研一郎 （1956年のデビュー以来、漫画界への長年に渡る貢献に対して）                                                       |
| 63 | 平成29 （2017年） | 『プリプリちぃちゃん!!』[A1-C] 篠塚ひろむ                                | 『約束のネバーランド』[B-A] 白井カイウ・出水ぽすか          | 『思い、思われ、ふり、ふられ』[B-D] 咲坂伊緒               | 『空母いぶき』[A3-B] かわぐちかいじ                                 | |
| 63 | 平成29 （2017年） | 『プリプリちぃちゃん!!』[A1-C] 篠塚ひろむ                                | 『約束のネバーランド』[B-A] 白井カイウ・出水ぽすか          | 『思い、思われ、ふり、ふられ』[B-D] 咲坂伊緒               | 『恋は雨上がりのように』[A3-D] 眉月じゅん                           | |
| 64 | 平成30 （2018年） | 『12歳。』[A1-C] まいた菜穂                                              | 『Dr.STONE』[B-A] 稲垣理一郎・Boichi                        | 『素敵な彼氏』[B-E] 河原和音                               | 『響 〜小説家になる方法〜』[A3-E] 柳本光晴                          | |
| 64 | 平成30 （2018年） | 『12歳。』[A1-C] まいた菜穂                                              | 『Dr.STONE』[B-A] 稲垣理一郎・Boichi                        | 『素敵な彼氏』[B-E] 河原和音                               | 『健康で文化的な最低限度の生活』[A3-D] 柏木ハルコ                   | |
| 65 | 令和元 （2019年） | 『ねこ、はじめました』[A1-C] 環方このみ                                  | 『舞妓さんちのまかないさん』[A2-A] 小山愛子                 | 『凪のお暇』 [j-b] コナリミサト                            | 『アオアシ』[A3-D] 小林有吾                                         | 審査委員特別賞 藤子・F・不二雄プロ 『スーパーマリオくん』[A1-B] 沢田ユキオ                                                                 |
| 65 | 令和元 （2019年） | 『ねこ、はじめました』[A1-C] 環方このみ                                  | 『舞妓さんちのまかないさん』[A2-A] 小山愛子                 | 『凪のお暇』 [j-b] コナリミサト                            | 『かぐや様は告らせたい〜天才たちの恋愛頭脳戦〜』[B-I] 赤坂アカ      | 審査委員特別賞 藤子・F・不二雄プロ 『スーパーマリオくん』[A1-B] 沢田ユキオ                                                                 |
| 66 | 令和2 （2020年）  | 〈デュエル・マスターズ シリーズ〉[A1-B] 松本しげのぶ                     | 『からかい上手の高木さん』[A2-C] 山本崇一朗                 | 『柚木さんちの四兄弟。』[A4-C] 藤沢志月                    | 『デッドデッドデーモンズデデデデデストラクション』[A3-D] 浅野いにお | |
| 66 | 令和2 （2020年）  | 『ショコラの魔法』[A1-C] みづほ梨乃                                      | 『チェンソーマン』[B-A] 藤本タツキ                          | 『柚木さんちの四兄弟。』[A4-C] 藤沢志月                    | 『ハコヅメ〜交番女子の逆襲〜』[d-c] 泰三子                          | |
| 67 | 令和3 （2021年）  | 該当作品なし                                                             | 『古見さんは、コミュ症です。』[A2-A] オダトモヒト           | 『消えた初恋』[B-E] ひねくれ渡・アルコ                     | 『二月の勝者-絶対合格の教室-』[A3-D] 高瀬志帆                       | |
| 67 | 令和3 （2021年）  | 該当作品なし                                                             | 『古見さんは、コミュ症です。』[A2-A] オダトモヒト           | 『消えた初恋』[B-E] ひねくれ渡・アルコ                     | 『ミステリと言う勿れ』[A4-E] 田村由美                               | |
| 68 | 令和4 （2022年）  | 『初×婚』[B-C] 黒崎みのり                                                | 『よふかしのうた』[A2-A] コトヤマ                           | 『明日、私は誰かのカノジョ』[A5-B] をのひなお              | 『メダリスト』[d-e] つるまいかだ                                    | |
| 68 | 令和4 （2022年）  | 『初×婚』[B-C] 黒崎みのり                                                | 『青のオーケストラ』[A5-A] 阿久井真                         | 『明日、私は誰かのカノジョ』[A5-B] をのひなお              | 『メダリスト』[d-e] つるまいかだ                                    | |
| 回 | 年度              | —                                                                        | 受賞作                                                      | 受賞作                                                     | 受賞者                                                              | 備考 |
| 69 | 令和5 （2023年）  | —                                                                        | 『葬送のフリーレン』[A2-A]                                  | 『葬送のフリーレン』[A2-A]                                 | 山田鐘人・アベツカサ                                                | |
| 69 | 令和5 （2023年）  | —                                                                        | 『逃げ上手の若君』[B-A]                                     | 『逃げ上手の若君』[B-A]                                    | 松井優征                                                            | |
| 69 | 令和5 （2023年）  | —                                                                        | 『数字であそぼ。』[A4-E]                                    | 『数字であそぼ。』[A4-E]                                   | 絹田村子                                                            | |
| 69 | 令和5 （2023年）  | —                                                                        | 『トリリオンゲーム』[A3-E]                                  | 『トリリオンゲーム』[A3-E]                                 | 稲垣理一郎・池上遼一                                                | |
| 70 | 令和6 （2024年）  | —                                                                        | 『これ描いて死ね』[A2-C]                                    | 『これ描いて死ね』[A2-C]                                   | とよ田みのる                                                        | |
| 70 | 令和6 （2024年）  | —                                                                        | 『灼熱カバディ』[A5-A]                                      | 『灼熱カバディ』[A5-A]                                     | 武蔵野創                                                            | |
| 70 | 令和6 （2024年）  | —                                                                        | 『夏目アラタの結婚』[A3-E]                                  | 『夏目アラタの結婚』[A3-E]                                 | 乃木坂太郎                                                          | |
| 70 | 令和6 （2024年）  | —                                                                        | 『ぷにるはかわいいスライム』[A5-C]                          | 『ぷにるはかわいいスライム』[A5-C]                         | まえだくん                                                          | |

### 掲載誌

#### 小学館
- 児童誌
  - A1-A： 小学館の学年別学習雑誌 1  2  児3 
    - 『小学二年生』 児5 
    - 『小学三年生』 児1 
    - 『小学五年生』 児4 
    - 小学館の学年別学習雑誌他 児2 

  - A1-B：『コロコロコミック』  児童2  児童3  児童5  児童6  児童7  児童8  児童9  児童10  児童11  児童12  児童13  児童14  児童15  児童16  児童17  児童18  児童19  児童20 
    - 『コロコロコミック』他 児童1  児童4 

  - A1-C：『ちゃお』 児童1  児童2  児童3  児童4  児童5  児童6 
    - 『ちゃおデラックス』および『ちゃお』児童7  児童8  児童9 児童10
- 少年・青年誌
  - A2-A：『週刊少年サンデー』 1  2  3  4  5  6  7  児童1  少年少女1  少年少女2  少年少女3  少年少女4  少年少女5  少年1  少年2  少年3  少年4  少年5  少年6  少年7  少年8  少年9  少年10  少年11  少年12  少年13  少年14  少年15  少年16  少年17  少年18  少年19  少年20  少年21  少年22  少年23  少年24  少年25  少年26  少年27  少年28  8 
  - A2-B：『少年ビッグコミック』 少年少女1  少年1  少年2  少年3 →A3-A：『週刊ヤングサンデー』 一般1  一般2  一般3  一般4 
  - A2-C：『ゲッサン』少年1  一般1  少年2  1 
  - A3-B：『ビッグコミック』  一般1  一般2  一般3  一般4  一般5  一般6  一般7  一般8  一般9  一般10  特別1  特別2  特別3 
  - A3-C：『ビッグコミックオリジナル』 一般1  一般2  一般3  一般4  一般5  一般6  一般7  一般8  一般9  一般10  一般11  一般12  一般13  特別1  特別2  
  - A3-D：『ビッグコミックスピリッツ』 一般1  一般2  一般3  一般4  一般5  一般6  一般7  一般8  一般9  一般10  一般11  一般12  一般13  一般14  一般15  一般16  一般17 
  - A3-E：『ビッグコミックスペリオール』 一般1  一般2  一般3  一般4  一般5  1  2  
  - A3-F：『月刊IKKI』 一般1  
  - A3-G：『月刊!スピリッツ』 一般1
- 少女・女性誌
  - A4-A：『女学生の友』 1 
  - A4-B：『週刊少女コミック』 少年少女1  少女1  少女2  少女3 →『少女コミック』 少女4 少女5  少女6 
  - A4-C：『別冊少女コミック』 少年少女1  少年少女2  少女1  少女2  少女3  少女4  少女5 →『Betsucomi』 少女6 少女7  少女8 → 『ベツコミ』少女9  少女10  少女11  少女12 
  - A4-D：『Cheese!』 少女1  少女2  少女3 
  - A4-E：『プチフラワー』 少女1 →『月刊フラワーズ』 少女2  少女3  少女4  一般1  一般2  一般3  1 
  - A4-F：『プチコミック』少女1
- ウェブコミック配信サイト
  - A5-A：『裏サンデー』他少年1  少年2  1 
  - A5-B：『サイコミ』少女1 
  - A5-c：『週刊コロコロコミック』1

#### その他一ツ橋グループ
- 集英社
  - B-A：『週刊少年ジャンプ』 1  児童1  児童2  児童3  少年少女1  少年少女2  少年1  少年2  少年3  少年4  少年5  少年6  少年7  少年8  少年9  特別1  少年10  2 
  - B-B：『月刊少年ジャンプ』 少年少女1 
  - B-C：『りぼん』 児童1 児童2 児童3 児童4 
  - B-D：『週刊マーガレット』 1 →『マーガレット』 少女1 
  - B-E：『別冊マーガレット』 少女1  少女2  少女3  少女4  少女5 
  - B-F：『週刊セブンティーン』 1 
  - B-G：『Cookie』 少女1 
  - B-H：『ヤングユー』 少女1 
  - B-I：『ミラクルジャンプ』→『週刊ヤングジャンプ』 一般1
- 白泉社
  - C-A：『花とゆめ』 少女1 
  - C-B：『LaLa』 少女1 
  - C-C：『MELODY』 少女1

#### 音羽グループ
- 講談社
  - d-a：『少女クラブ』 1 
  - d-b：『たのしい三年生』 1 
  - d-c：『モーニング』 一般1  一般2  一般3 
  - d-d：『週刊少年マガジン』 少年1 
  - d-e：『月刊アフタヌーン』 一般1
- 光文社
  - e：『少年』 1

#### その他
- f：虫プロ商事『COM』 1
- g：少年画報社『週刊少年キング』 少年少女1
- h：朝日ソノラマ『月刊マンガ少年』 少年少女1
- i：双葉社『漫画アクション』 一般1  一般2
- j-a：秋田書店『月刊プリンセス』 少女1
- j-b：秋田書店『Eleganceイブ』 少女1
- k：スクウェア・エニックス『月刊少年ガンガン』 児童1  少年1
- l：角川書店『月刊少年エース』 児童1

## 選考委員
50音順。
- 第54回
  - 赤石路代、尾瀬あきら、角田光代、かわぐちかいじ、鴻上尚史、弘兼憲史、やまさき十三[1]
- 第55回
  - 赤石路代、尾瀬あきら、角田光代、かわぐちかいじ、鴻上尚史、弘兼憲史、やまさき十三[2]
- 第56回
  - あだち充、尾瀬あきら、角田光代、かわぐちかいじ、さいとうちほ、弘兼憲史、ブルボン小林、武論尊[3]
- 第57回
  - あだち充、尾瀬あきら、角田光代、かわぐちかいじ、さいとうちほ、弘兼憲史、ブルボン小林、武論尊[4]
- 第62回
  - あらいきよこ、角田光代、かざま鋭二、かわぐちかいじ、弘兼憲史、ブルボン小林、細野不二彦[5]
- 第63回
  - あらいきよこ、角田光代、かざま鋭二、弘兼憲史、ブルボン小林、細野不二彦[7]
- 第64回
  - 麻生久美子、角田光代、かざま鋭二、川村元気、島本和彦、ブルボン小林、細野不二彦[8]
- 第65回
  - かざま鋭二、川村元気、島本和彦、ブルボン小林、細野不二彦、松田奈緒子[9]
- 第66回
  - かざま鋭二、川村元気、島本和彦、ブルボン小林、細野不二彦、松田奈緒子[10]
- 第67回
  - かざま鋭二、川村元気、島本和彦、ブルボン小林、細野不二彦、松田奈緒子、原田マハ[11]
- 第68回
  - おのえりこ、川村元気、島本和彦、ブルボン小林、細野不二彦、松田奈緒子、松本大洋[12]
- 第69回
  - おのえりこ、恩田陸、川村元気、島本和彦、高瀬志帆、ブルボン小林、松本大洋[6]
- 第70回
  - 川村元気、島本和彦、曽山一寿、高瀬志帆、竜山さゆり、ブルボン小林、松本大洋[13]